# Phenacobius teretulus
Phenacobius teretulus és una espècie de peix cipriniforme de la família dels ciprínids.

## Morfologia
Els mascles poden assolir els 10 cm de longitud total.

## Distribució geogràfica
Es troba a Virgínia Occidental, Virgínia i Carolina del Nord (Estats Units).